# 高田馬場駅東口地区
高田馬場駅東口地区（たかだのばばえきひがしぐちちく）は東京都新宿区にある再開発地区。デベロッパーは中央日本土地建物と日鉄興和不動産。

## 経緯
この再開発は、高田馬場駅の東口ロータリーの周辺が対象区域とされ、Fiビル（ドン・キホーテ高田馬場駅前店や芳林堂書店高田馬場店が入居している）や相鉄グランドフレッサ高田馬場というホテル、それに、BIGBOX高田馬場というビルが、この再開発地区に含まれる。
この地区の現状・課題としては、高田馬場駅の駅舎と駅前広場がそれぞれ狭いことや乗り換え動線の混雑に加え、バリアフリーの動線が不足していることや、駅前通りに設けられている歩行空間が狭いこと、さらに、旧耐震基準に建てられた建物が多いことや、緑地空間が不足していることを挙げている。
そこで、2016年3月に「高田馬場駅周辺地区まちづくり協議会」が設立されて、この協議会では、この地区のまちづくりの方向性に加え、将来像などの検討を進め、2018年12月に「高田馬場駅周辺地区まちづくり構想案」としてまとめられた。その構想案のまちづくりビジョンには「バラエティ溢れる魅力が 混ざり合い パワーとなるまち・高田馬場～人にやさしい都市空間の創出と多様な人々のつながりによる成長～」を掲げている。
2024年12月に、高田馬場駅東口地区市街地再開発準備組合が設立され、2025年5月に開催された再開発準備組合の総会で、中央日本土地建物と日鉄興和不動産の両社がこの再開発事業の事業協力者に選定されるとともに、後日、再開発準備組合と「事業協力に関する基本協定書」を締結した。
これによって、前述した現状・課題の解決に向けて、この地区のまちづくりの主なテーマとして、「地形を活かしたゆとりある都市基盤整備により駅からまちへと拡がる活気あふれる駅前づくり」「人が主役のユニバーサルデザインに配慮した誰もが快適に通行できる道路づくり」「高田馬場の多彩な魅力が調和した活気あふれる街並みづくり」「ハードとソフトの両輪で災害時にも的確に対応できる防災まちづくり」「地域一体となった取り組みで次世代へとつながる快適な環境づくり」「まちを育てる仕組みづくり」を掲げている。
ただし、この再開発の実現に向けた課題として、「市街地再開発事業検討の加速化」に加え「再開発の促進につながる都市計画の検討」、それに、「駅前広場と駅前通りの再整備検討」などを挙げている。